# The Gap Band
The Gap Band é uma banda norte-americana de R&B, funk e soul, que se tornou conhecida durante as décadas de 1970 e 1980, com canções dançantes e baladas românticas. Formada pelos irmãos Ronnie, Robert Wilson e Charlie Wilson, a banda chamou-se primeiro Greenwood, Archer and Pine Street Band, em 1967, na sua cidade natal de Tulsa, no estado americano de Oklahoma; as iniciais do nome (G A P) foram adotadas oficialmente como nome do grupo em 1979.

## História

### Início
A banda recebeu sua primeira grande chance sendo a banda de apoio no álbum de Leon Russell, Stop All That Jazz lançado em 1974.
No início, o grupo tinha uma sonoridade funk remanescente do começo dos anos 1970. Este estilo não os alavancou e seus primeiros dois LPs, Magicians Holiday de 1974 que foi gravado no histórico estúdio de Leon Russell, The Church Studio e The Gap Band de 1977 (não confundir com o álbum de mesmo nome de 1979) não conseguiu entrar nas paradas ou produzir algum single de sucesso. Logo depois, eles foram apresentados ao produtor de Los Angeles,  Lonnie Simmons, que assinou contrato com eles e sua companhia de produção Total Experience Productions (nome de seu bem sucedido clube Crenshaw Boulevard) e conseguiu um contrato com a gravadora Mercury Records.

### Sucesso
No álbum, The Gap Band de 1979, a banda finalmente teve sucesso com as canções "I'm in Love" e "Shake"; a última se tornou Top 10 na parada R&B ainda em 1979.
Mais tarde, naquele ano, o grupo lançou "I Don't Believe You Want to Get Up and Dance (Oops!)" do álbum The Gap Band II. Embora não tenha atingido a parada Hot 100, chegou a número 4 na parada R&B, e o álbum foi certificado ouro. A canção aproximou a banda do estilo P-Funk, expandindo o uso de sintetizadores e monólogos falados nas canções. A canção "Steppin' (Out)" também alcançou o Top 10 da parada R&B.
Charlie Wilson fazia os backing vocais no sucesso de Stevie Wonder de 1980 "I Ain't Gonna Stand For It", do álbum Hotter Than July (1980).
A banda alcançou um novo nível de fama em 1980 com o lançamento do álbum que atingiu o número 1 na parada R&B e número 16 na Billboard 200, The Gap Band III. A banda adotou uma fórmula com baladas (tais como o número 5 da parada R&B, "Yearning for Your Love") apoiado por canções funk (tais como o número 1 "Burn Rubber on Me (Why You Wanna Hurt Me)" e "Humpin'"). Eles repetiram esta fórmula no álbum Gap Band IV de 1982 (o primeiro álbum no selo recém lançado por Simmons, Total Experience Records), que resultou em três singles de sucesso: "Early in the Morning" (#1 R&B, #13 Dance, #24 Hot 100), "You Dropped a Bomb on Me" (#2 R&B, #31 Hot 100, #39 Dance) e "Outstanding" (#1 R&B, #24 Dance). Foi durante período que o ex-membro do Brides of Funkenstein, o cantor Dawn Silva se juntou ao grupo em turnê. 
O álbum de 1983, Gap Band V: Jammin', conseguiu a certificação ouro, mas não foi um sucesso total como os trabalhos anteriores, atingindo o número 2 da parada R&B e 28 na Billboard 200. O single "Party Train" alcançou o número 3 na parada R&B e a canção "Jam the Motha'" o número 16 na parada R&B, mas nenhuma entrou no Hot 100. A faixa que fecha o álbum, "Someday" (uma versão da canção de Donny Hathaway, "Someday We'll All Be Free") tinha Stevie Wonder como vocalista convidado.
Em seu próximo trabalho, Gap Band VI a banda voltou ao topo da parada R&B em 1985, mas o álbum vendeu poucas cópias e não foi certificado ouro. "Beep a Freak" atingiu o 2 na parada R&B, "I Found My Baby" atingiu o número 8 na parada R&B e "Disrespect" o número 18.

### Últimos anos
A versão cover de "Going in Circles" lançada em 1986 alcançou o número 2 na parada R&B, o álbum Gap Band VII de 1985 atingiu o número 6 da parada R&B, mas o alcançou apenas o número 159 da Billboard 200.
Enquanto o grupo começava a lutar para não cair, conseguiram seu maior sucesso no Reino Unido com o single de 1987 "Big Fun" do álbum Gap Band 8 que atingiu o número 4 na parada UK Singles Chart. O álbum de 1988, Straight from the Heart, foi o último álbum de estúdio pela Total Experience.
A banda deu uma pequena pausa em 1988 com o filme de Keenen Ivory Wayans, I'm Gonna Git You Sucka. Eles contribuíram com a canção "You're So Cute" e a faixa título do filme que alcançou o número 14 da parada R&B (a primeira faixa citada não estava na trilha-sonora mas foi usada no filme). A primeira canção em sua nova gravadora, a Capitol Records, foi  "All of My Love" de 1989 (do álbum Round Trip), é, até o momento, seu último número 1 na parada R&B. O álbum também obteve o sucesso "Addicted to Your Love" que alcançou o número 8 na parada R&B e ""We Can Make it Alright" que ficou em 18 na mesma parada. Eles deixaram a Capitol Records no ano seguinte e ficaram sem produzir material novo por cinco anos.
Durante os anos 1990, a banda lançou três álbuns de estúdio e dois álbuns ao vivo, mas sem sucesso. O único álbum a entrar na Billboard foi o álbum ao vivo Live & Well, que ficou em 54 na parada R&B em 1996.

## Legado

### Samples

#### Música
Desde os anos 1990, muitos dos sucessos tem sido sampleados e ganhado covers de artistas de R&B e Hip hop  tais como II D Extreme, Brand Nubian, 69 Boyz,  Ashanti, Big Mello, Blackstreet, Mary J. Blige, Da Brat, Ice Cube, Jermaine Dupri, Mia X, Nas, Rob Base, Shaquille O'Neal, Snoop Dogg, Soul For Real e Vesta. Outros músicos e grupos inspirados pelo The Gap Band incluem Guy, Aaron Hall, Jagged Edge, Bill Heausler, Mint Condition, R. Kelly, Ruff Endz, Keith Sweat, Joe Miller, GRiTT e D'Extra Wiley.

#### Video games
- "You Dropped a Bomb on Me" está presente no videogame Grand Theft Auto: San Andreas (2004), tocando na estação de rádio de ficção Bounce FM.
- "Burn Rubber On Me (Why You Wanna Hurt Me)" está presente em DiRT 3 (2011).
- "You Dropped a Bomb on Me" está presente em Call of Duty: Infinite Warfare Zombies In Spaceland (2016)

## Músicos
- Chris Clayton - Saxofone, Vocais (1974 - 1983)[12]
- Alvin Jones - Trombone (1974)[13]
- Tommy Lokey -  Trompete (1974 - 1983)[14]
- James "Jimi" Macon - Guitarra (1977 - 1986)[15]
- Carl Scoggins  - Congas, Percussão (1974) [16]
- Roscoe Smith - Bateria (1974)[17]
- O'Dell Stokes - Guitarra (1974)[18]
- Charlie Wilson - Vocais, Piano, Sintetizador, Clavinet, Orgão, Bateria, Percussão[19]
- Ronnie Wilson - Vocais, Trumpete, Flugelhorn, Piano, Sintetizador, Percussão, compositor[19]
- Robert Wilson - Baixo, Guitarra, Percussão, Vocais[19]
- Tim Fenderson (Rabbit) - Baixo
- LaSalle Gabriel - Guitarra (1994-1997, Guitarra no CD Live & Well 1996)
- Malvin Dino Vice -  Trompete, Vocais, Arranjos de Sopro e cordas[20]
- Raymond James Calhoun - Percussão, Bateria, Vocais
- Oliver A. Scott - Piano, Sintetizador, Trombone, Vocais
- Ronnie Kaufman - Bateria
- Fred "Locksmith" Jenkins - Guitarra
- Paul "Dorian" Williams-  Vocais

## Discografia

### Álbuns de estúdio
| Ano                                                                 | Álbum                       | Pico nas paradas | Pico nas paradas | Pico nas paradas | Pico nas paradas | Pico nas paradas | Pico nas paradas | Certificação | Gravadora        |
| Ano                                                                 | Álbum                       | US               | US R&B           | GER              | NLD              | NZ               | UK               | Certificação | Gravadora        |
| ------------------------------------------------------------------- | --------------------------- | ---------------- | ---------------- | ---------------- | ---------------- | ---------------- | ---------------- | ------------ | ---------------- |
| 1974                                                                | Magicians Holiday           | —                | —                | —                | —                | —                | —                | —            | Shelter          |
| 1977                                                                | The Gap Band                | —                | —                | —                | —                | —                | —                | —            | Tattoo           |
| 1979                                                                | The Gap Band                | 77               | 10               | —                | —                | —                | —                | —            | Mercury          |
| 1979                                                                | The Gap Band II             | 42               | 3                | —                | 32               | —                | —                | - Ouro       | Mercury          |
| 1980                                                                | The Gap Band III            | 16               | 1                | —                | —                | —                | —                | - Platina    | Mercury          |
| 1982                                                                | Gap Band IV                 | 14               | 1                | —                | —                | 46               | —                | - Platina    | Total Experience |
| 1983                                                                | Gap Band V: Jammin'         | 28               | 2                | —                | —                | —                | —                | - Ouro       | Total Experience |
| 1984                                                                | Gap Band VI                 | 58               | 1                | —                | —                | —                | —                | —            | Total Experience |
| 1985                                                                | Gap Band VII                | 159              | 6                | —                | —                | —                | —                | —            | Total Experience |
| 1986                                                                | Gap Band 8                  | —                | 29               | 65               | —                | —                | 47               | —            | Total Experience |
| 1988                                                                | Straight from the Heart     | —                | 74               | —                | —                | —                | —                | —            | Total Experience |
| 1989                                                                | Round Trip                  | 189              | 20               | —                | —                | —                | —                | —            | Capitol          |
| 1994                                                                | Testimony                   | —                | —                | —                | —                | —                | —                | —            | Lalique / Rhino  |
| 1995                                                                | Ain't Nothin' But A Party   | —                | —                | —                | —                | —                | —                | —            | Raging Bull      |
| 1999                                                                | Y2K: Funkin' Till 2000 Comz | —                | —                | —                | —                | —                | —                | —            | Eagle            |
| "—" denota que não alcançou posição nas paradas ou não foi lançado. |                             |                  |                  |                  |                  |                  |                  |              |                  |

### Álbuns ao vivo
| 1996                                                                | Live & Well  | 54 | Intersound  |
| 1998                                                                | Gotta Get Up | —  | EMI-Capitol |
| "—" denota que não alcançou posição nas paradas ou não foi lançado. |              |    |             |

### Compilações
| Ano                                                                 | Álbum                                           | Pico nas paradas | Pico nas paradas | Certificação | Gravadora        |
| Ano                                                                 | Álbum                                           | US               | US R&B           | Certificação | Gravadora        |
| ------------------------------------------------------------------- | ----------------------------------------------- | ---------------- | ---------------- | ------------ | ---------------- |
| 1985                                                                | Gap Gold: The Best of The Gap Band              | 103              | 46               | - Platina    | Total Experience |
| 1986                                                                | The 12" Collection                              | —                | 61               | —            | Mercury          |
| 1995                                                                | The Best of The Gap Band                        | —                | —                | —            | Mercury          |
| 1998                                                                | Greatest Hits                                   | —                | —                | —            | PolyGram         |
| 1998                                                                | The Ballads Collection                          | —                | —                | —            | PolyGram         |
| 1998                                                                | The Best of the Gap Band, Vol. 2                | —                | —                | —            | Simitar          |
| 1999                                                                | 12" Collection & More                           | —                | —                | —            | PolyGram         |
| 2000                                                                | The Millennium Collection: The Best of Gap Band | —                | —                | —            | Mercury          |
| 2001                                                                | Ultimate Collection                             | —                | —                | —            | Hip-O            |
| 2001                                                                | Love at Your Fingertips                         | —                | —                | —            | Ark 21           |
| 2003                                                                | The Best of the Gap Band '84-'88                | —                | —                | —            | Varèse Sarabande |
| 2006                                                                | Gold                                            | —                | —                | —            | Hip-O            |
| 2009                                                                | Playlist: Your Way                              | —                | 70               | —            | Mercury          |
| 2011                                                                | Icon                                            | —                | —                | —            | Mercury          |
| "—" denota que não alcançou posição nas paradas ou não foi lançado. |                                                 |                  |                  |              |                  |

### Singles
| Ano                                                                 | Single                                      | Pico nas paradas | Pico nas paradas | Pico nas paradas | Pico nas paradas | Álbum                     |
| Ano                                                                 | Single                                      | US               | US R&B           | US Dance         | UK               | Álbum                     |
| ------------------------------------------------------------------- | ------------------------------------------- | ---------------- | ---------------- | ---------------- | ---------------- | ------------------------- |
| 1974                                                                | "Backbone"                                  | —                | —                | —                | —                | Magicians Holiday         |
| 1974                                                                | "I-Yike-It"                                 | —                | —                | —                | —                | Magicians Holiday         |
| 1977                                                                | "Out of the Blue (Can You Feel It)"         | —                | 42               | —                | —                | The Gap Band (1977)       |
| 1977                                                                | "Little Bit of Love"                        | —                | 95               | —                | —                | The Gap Band (1977)       |
| 1979                                                                | "Shake"                                     | 101              | 4                | 48               | —                | The Gap Band (1979)       |
| 1979                                                                | "Open Up Your Mind (Wide)"                  | —                | 13               | —                | —                | The Gap Band (1979)       |
| 1979                                                                | "Steppin' (Out)"                            | 103              | 10               | —                | —                | The Gap Band II           |
| 1980                                                                | "Oops Up Side Your Head"                    | 102              | 4                | 52               | 6                | The Gap Band II           |
| 1980                                                                | "Party Lights"                              | —                | 36               | —                | 30               | The Gap Band II           |
| 1980                                                                | "Burn Rubber on Me (Why You Wanna Hurt Me)" | 84               | 1                | 19               | 22               | The Gap Band III          |
| 1981                                                                | "Humpin'"                                   | —                | 60               | 19               | 36               | The Gap Band III          |
| 1981                                                                | "Yearning for Your Love"                    | 60               | 5                | —                | 47               | The Gap Band III          |
| 1982                                                                | "Early in the Morning"                      | 24               | 1                | 13               | 55               | Gap Band IV               |
| 1982                                                                | "You Dropped a Bomb on Me"                  | 31               | 2                | 39               | —                | Gap Band IV               |
| 1982                                                                | "Outstanding"                               | 51               | 1                | 24               | 68               | Gap Band IV               |
| 1983                                                                | "Party Train"                               | 101              | 3                | —                | —                | Gap Band V: Jammin'       |
| 1983                                                                | "Jam the Motha"                             | —                | 16               | —                | —                | Gap Band V: Jammin'       |
| 1984                                                                | "Someday"                                   | —                | —                | —                | 17               | Gap Band V: Jammin'       |
| 1984                                                                | "I'm Ready (If You're Ready)"               | —                | 74               | —                | 87               | Gap Band V: Jammin'       |
| 1984                                                                | "Jammin' in America"                        | —                | —                | —                | 64               | Gap Band V: Jammin'       |
| 1984                                                                | "Beep a Freak"                              | 103              | 2                | 66               | —                | Gap Band VI               |
| 1985                                                                | "I Found My Baby"                           | —                | 8                | —                | —                | Gap Band VI               |
| 1985                                                                | "Disrespect"                                | —                | 18               | —                | —                | Gap Band VI               |
| 1985                                                                | "Desire"                                    | —                | 46               | —                | —                | Gap Band VII              |
| 1986                                                                | "in Circles"                                | —                | 2                | —                | —                | Gap Band VII              |
| 1986                                                                | "Automatic Brain"                           | —                | 78               | —                | —                | Gap Band VII              |
| 1986                                                                | "Big Fun"                                   | —                | 8                | —                | 4                | Gap Band 8                |
| 1987                                                                | "How Music Came About"                      | —                | —                | —                | 61               | Gap Band 8                |
| 1987                                                                | "Zibble, Zibble (Get the Money)"            | —                | 15               | —                | —                | Gap Band 8                |
| 1987                                                                | "Sweeter Than Candy"                        | —                | 40               | —                | —                | Penitentiary III          |
| 1987                                                                | "Oops Upside Your Head" ('87 Mix)           | —                | —                | —                | 20               | Non-album single          |
| 1988                                                                | "Straight from the Heart"                   | —                | 36               | —                | —                | Straight from the Heart   |
| 1988                                                                | "I'm Gonna Git You Sucka"                   | —                | 14               | 35               | 63               | I'm Gonna Git You Sucka   |
| 1989                                                                | "All of My Love"                            | —                | 1                | —                | 88               | Round Trip                |
| 1990                                                                | "Addicted to Your Love"                     | —                | 8                | —                | —                | Round Trip                |
| 1990                                                                | "We Can Make It Alright"                    | —                | 18               | —                | —                | Round Trip                |
| 1995                                                                | "First Lover"                               | —                | 59               | 36               | —                | Ain't Nothin' But a Party |
| 1995                                                                | "Got It Goin' On"                           | —                | 75               | —                | —                | Ain't Nothin' But a Party |
| 2004                                                                | "Oops Upside Your Head" (com DJ Casper)     | —                | —                | —                | 16               | Non-album single          |
| "—" denota que não alcançou posição nas paradas ou não foi lançado. |                                             |                  |                  |                  |                  |                           |